# Diphya
Genre
Synonymes
- Cardimia Mello-Leitão, 1940

Diphya est un genre d'araignées aranéomorphes de la famille des Tetragnathidae.

## Distribution
Les espèces de ce genre se rencontrent en Amérique du Sud, en Asie de l'Est et en Afrique subsaharienne.

## Liste des espèces
Selon World Spider Catalog (version 24, 25/07/2023) :
- Diphya albula (Paik, 1983)
- Diphya bicolor Vellard, 1926
- Diphya foordi Omelko, Marusik & Lyle, 2020
- Diphya guiyang Zhang & Yu, 2022
- Diphya leroyorum Omelko, Marusik & Lyle, 2020
- Diphya limbata Simon, 1896
- Diphya macrophthalma Nicolet, 1849
- Diphya napo Ott, Rodrigues & Brescovit, 2023
- Diphya okumae Tanikawa, 1995
- Diphya pumila Simon, 1889
- Diphya qianica Zhu, Song & Zhang, 2003
- Diphya rugosa Tullgren, 1902
- Diphya simoni Kauri, 1950
- Diphya songi Wu & Yang, 2010
- Diphya spinifera Tullgren, 1902
- Diphya taiwanica Tanikawa, 1995
- Diphya tanasevitchi (Zhang, Zhang & Yu, 2003)
- Diphya vanderwaltae Omelko, Marusik & Lyle, 2020
- Diphya weimiani Zhang & Yu, 2022
- Diphya wesolowskae Omelko, Marusik & Lyle, 2020
- Diphya wulingensis Yu, Zhang & Omelko, 2014

## Systématique et taxinomie
Ce genre a été décrit par Nicolet en 1849.
Cardimia a été placé en synonymie par Ott, Rodrigues et Brescovit en 2023.

## Publication originale
- Nicolet, 1849 : « Aracnidos. » Historia física y política de Chile. Zoología, vol. 3, p. 319-543.